# Morlaix
Morlaix (tiếng Breton: Montroulez) là một xã của tỉnh Finistère, thuộc vùng Bretagne, miền tây bắc Pháp.

## Dân số
Người dân ở Morlaix được gọi là Morlaisiens.

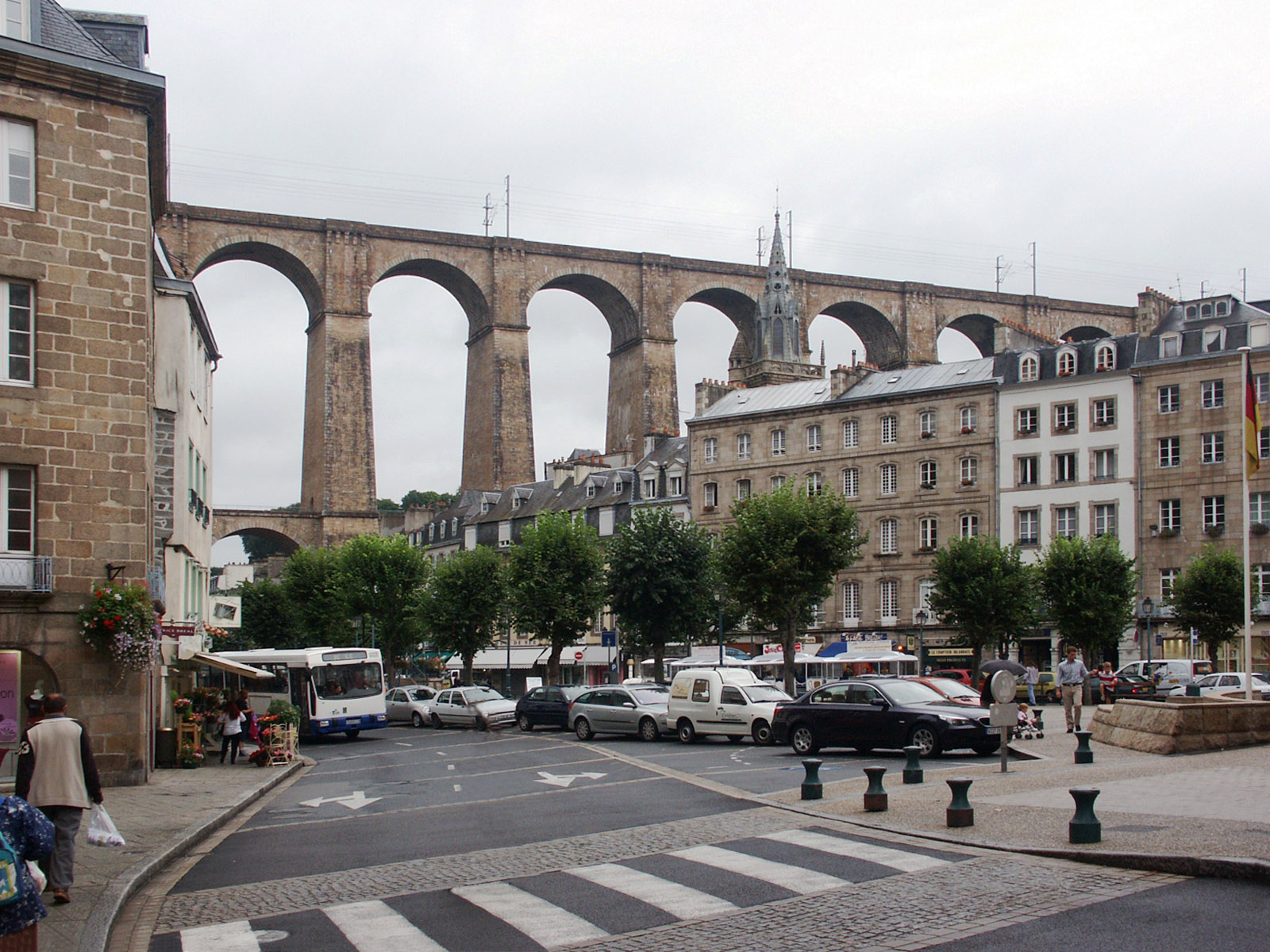
Morlaix viaduct
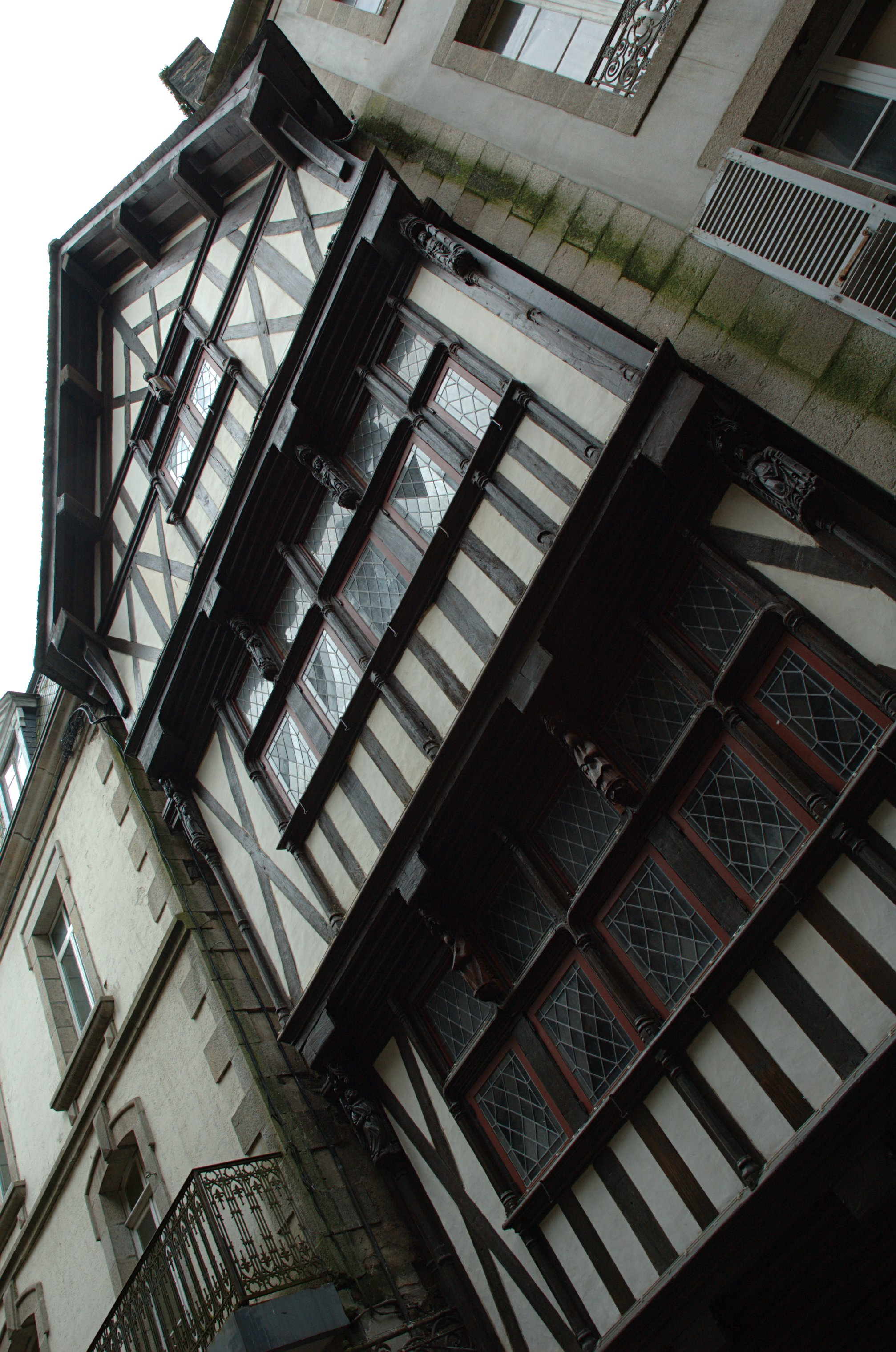
Pondalez house museum
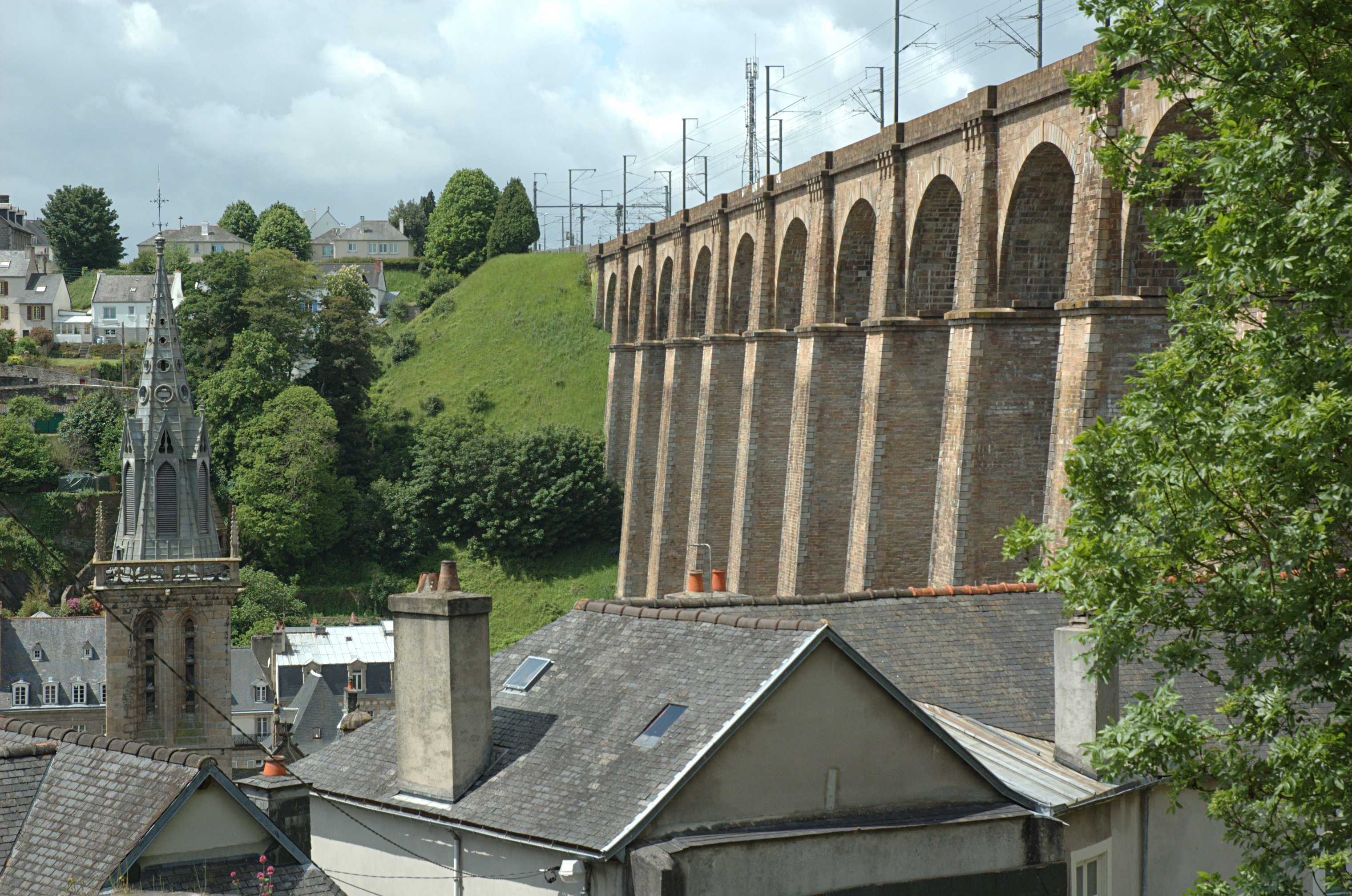
Hillside view of the viaduct
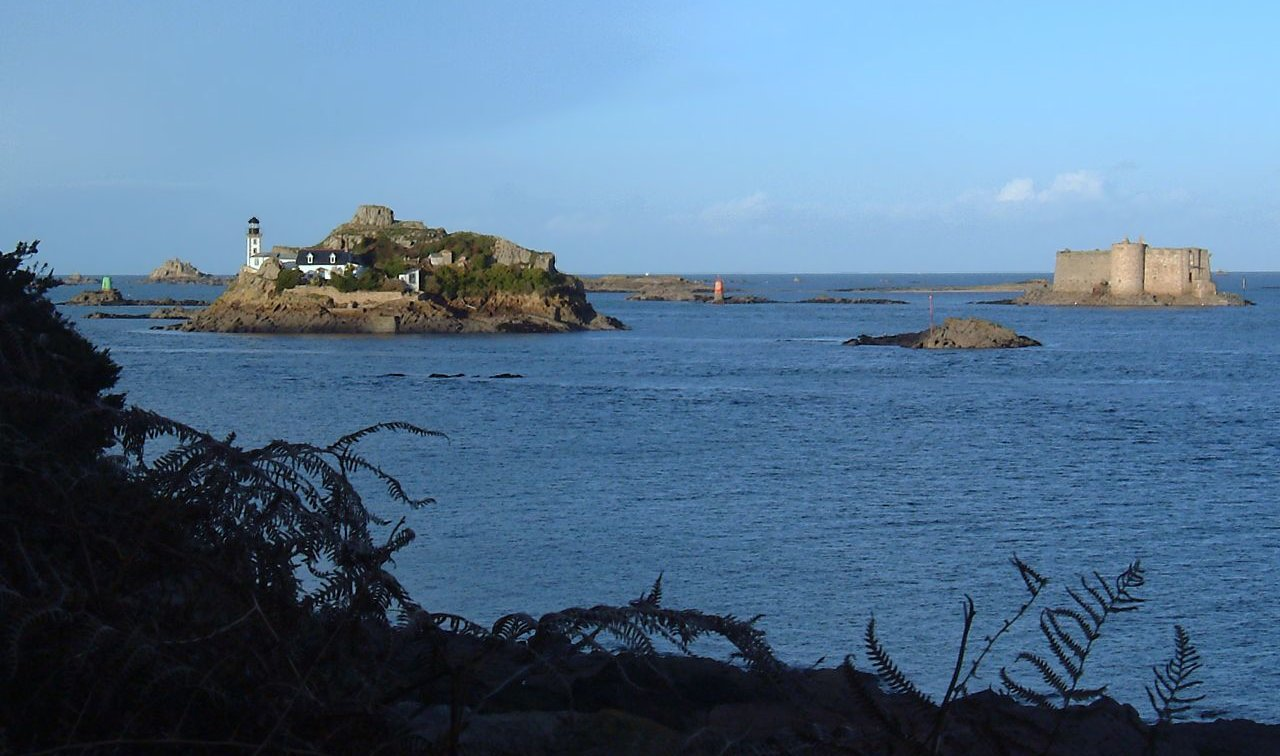
Bay of Morlaix with the Château du Taureau